# Édouard Hospitalier
Édouard Hospitalier (* 1853; † 9. März 1907) war ein französischer Ingenieur und Journalist.
1891 leitete er die Formelzeichen-Normung ein.
1902 erfand er den Ondographe.

## Werke
- La physique moderne. Les principales applications de l’e´ lectricite, für das sich Karl Marx interessierte
- Formulaire pratique de l'Électricien, etc
- La Physique moderne. Les principales applications de l’électricité; 1881
- Formulaire pratique de l’électricien; 1883
- La physique moderne : L’électricité dans la maison; (Bibliothèque de la nature), 1885
- Traité élémentaire de l’énergie électrique; 1890
- Formulaire de l’électricien et du mécanicien; 1886
- Les Compteurs d’énergie électrique; 1889
- Recettes de l’électricien, corrigées et mises en ordre par É. Hospitalier; 1895
- Ministère du Commerce, de l’industrie, des postes et des télégraphes. Exposition universelle internationale de 1900, à Paris. Rapports du jury international. Classe 23. Production et utilisation mécanique de l’électricité. Rapport de M. Édouard Hospitalier